# Wad ban Naqa
Wad ben Naga (également connu comme  Wad Ban Naqa ou Wad Naga) est le nom d'une ancienne ville du royaume de Koush de Méroé au Soudan. Le village est situé sur la rive orientale du Nil, à environ quatre-vingt kilomètres en amont de Méroé et à environ quarante kilomètres au sud-ouest de Chendi.

## Histoire
Wad ben Naga a été exploré par le chasseur de trésors italien Giuseppe Ferlini en 1834, avant que ce dernier dirige son expédition vers les pyramides de Méroé. En 1844, l'expédition prussienne dirigée par Karl Richard Lepsius y découvre entre autres un reposoir de barque, conservé désormais au musée de Berlin. Au XXe siècle, le site fait l'objet de fouilles françaises sous la direction de Jean Vercoutter à partir de 1958 et est, dans les années 2010, fouillé par une équipe d'archéologues du musée national de Prague. 
Le site comporte de nombreux vestiges importants dont un grand palais en brique, de plan carré et à deux étages, construit par la reine Amanishakhéto (Ier siècle). Ce palais a livré une collection importante d'impressions de sceaux, qui montre le rôle administratif important du bâtiment. Les archéologues ont également découvert un bâtiment circulaire de vingt mètres de diamètre, entourée par un mur en brique de 3,70 m d'épaisseur et cinq mètres de haut (WBN 50) et deux temples (WBF 400, plus petit, et WBN 500).
Le temple d'Isis a été détruit. À proximité se trouvait un petit temple avec des piliers représentant le dieu Bès, qui pourrait avoir été une maison de naissance divine (mammisi). Il a probablement été construit par Natakamani et Amanitore (Ier siècle).
Des tumuli situés au nord du palais correspondent à des inhumations postérieures à l'époque méroïtique.